# 신정원
신정원(1974년 12월 20일~2021년 12월 4일)은 대한민국의 영화 감독이었다.
계원예고와 계원예대 영화학과를 졸업했다. 대학 졸업 작품으로 1997년 단편영화 〈아줌마〉를 발표했다. 이후 아르바이트와 병행하여 여러 가수들의 뮤직비디오를 연출하다가, 임창정의 "슬픈 혼잣말" 뮤비 연출이 인연이 되어 그의 주연작 《색즉시공》에 비주얼 슈퍼바이저 직책으로 참여하였다. 2004년 블랙 코미디 영화 《시실리 2km》를 통해 연출자로서 데뷔하였다.
2021년 12월 4일 지병인 간경화증에 패혈증이 겹쳐서 별세했다.

## 작품 목록
- 시실리 2km(2004)
- 차우(2009)
- 점쟁이들(2012)
- 죽지 않는 인간들의 밤(2020)

## 가족 관계
- 아버지: 신경호
- 어머니: 황영옥
- 배우자: 홍세인
  - 아들: 신마린